# 10 canoe
10 canoe è un film del 2006 diretto da Rolf de Heer e Peter Djigirr ed è il primo lungometraggio realizzato interamente in Yolŋu Matha, una lingua aborigena.
Il film si ispira ad una vecchia fotografia in bianco e nero scattata nel 1936 dall'antropologo Donald Thomson , raffigurante un gruppo di 10 aborigeni Yolngu che vogano in canoa sulle sponde della palude degli Alfuri (Arafura Swamp), un'area palustre situata a circa 400 km a est della città di Darwin (Northern Territory - Australia) .

## Trama
In una tribù di aborigeni, un giovane desidera una delle mogli del fratello. In uso presso questa popolazione, a ogni uomo, raggiunta una determinata età qui non specificata, spettano tre mogli, mentre la tradizione prevede che chi è giovane debba aspettare.
Per lenire la sofferenza del giovane ed insegnargli a "vivere nel modo giusto", un anziano del gruppo gli racconta una storia del suo popolo, un aneddoto che risale all'epoca primitiva. Scopriamo così che le leggi con le quali questa gente si autogoverna sono risalenti all'epoca primitiva, così come usanze, cerimonie, metodi di combattimento e di caccia ed altri insegnamenti; tutto si tramanda oralmente di generazione in generazione da secoli.

## Riconoscimenti
Il film ha ricevuto Premio Speciale della Giuria nella sezione Un Certain Regard del Festival di Cannes 2006 .